# East Stirlingshire Football Club
L'East Stirlingshire Football Club, meglio noto come East Stirlingshire, è una società calcistica scozzese, con sede nella città di Falkirk. Partecipante alle divisioni nazionali scozzesi in più periodi tra il 1900 e il 2016, ora milita nella Lowland Football League, il principale campionato semiprofessionistico della Scozia meridionale.

## Storia
L'East Stirlingshire venne fondato nel 1881, come sezione calcistica di un club di cricket già esistente del villaggio di Bainsford. Partecipante già dal 1882 alla Coppa di Scozia, esordì in Scottish Division Two nella stagione 1900-01.
Rimase in seconda serie per un trentennio, eccetto una stagione (1923-24) in Division Three, fino alla vittoria del campionato 1931-32, che promosse l'East Stirlingshire per la prima volta in Division One: qui prese parte alla stagione 1932-1933, in cui si classificò ultimo su venti squadre e retrocesse.
Tornò a disputare la Division Two fino all'interruzione dei campionati per la seconda guerra mondiale. I tornei ripresero nel 1946 e il club fu inserito una categoria più in basso, nella nuova Scottish Division C. Riconquistò la seconda serie nel 1948, ma dopo una sola stagione ridiscese in Division C, la quale fu riformata, suddivisa in due gironi e con un maggior numero di squadre riserve delle serie superiori. L'East Stirlingshire venne riammesso in Division Two nel 1955 insieme alle altre prime squadre della terza serie, definitivamente separate dalle formazioni riserve.
Nel campionato 1962-63 arrivò secondo e ottenne la promozione. In Division One 1963-64 fu ultimo e lasciò ancora una volta la massima serie dopo un'unica stagione. L'anno successivo si fuse con gli amatori del Clydebank Junior, ma già dalla stagione 1965-66 ritornò in proprio.
Nel 1974 l'East Stirlingshire fu allenato da Alex Ferguson, e concluse il campionato a metà classifica. Tuttavia in quello stesso anno i campionati furono riformati con la reintroduzione della terza serie, nella quale furono relegate la maggior parte della squadre della Division Two. Promosso nel 1980, partecipò alle sue ultime due stagioni in seconda serie (ridenominata First Division), poi ridiscese in Second Division dove militò fino al 1994, quando fu istituita la Third Division, nella quale venne retrocesso.
Da quell'anno il club militò consecutivamente in quarta serie (Third Division e dal 2013 League Two), segnando due terzi posti come migliori piazzamenti ma soprattutto lunghi periodi in bassa classifica, compresi otto ultimi posti di cui cinque consecutivi tra il 2002-03 e il 2006-07. Il piazzamento più recente al decimo e ultimo posto è stato nella League Two 2015-16, che ha comportato lo spareggio, istituito l'anno precedente, tra l'East Stirlingshire e l'Edinburgh, vincente tra le prime classificate dei campionati semiprofessionistici di Highland Football League e Lowland Football League. L'Edinburgh City si è imposto per 2-1 nel doppio confronto e ha dunque estromesso l'East Stirlingshire dalle serie professionistiche, la prima volta sul campo per una squadra nella storia del calcio scozzese.
Dal 2016 partecipa alla Lowland Football League, nella quale dopo un secondo posto nella stagione d'esordio è progressivamente decaduto nei risultati.

## Palmarès

### Competizioni nazionali
- Scottish Championship: 1

1931-1932
- Scottish Division C: 1

1947-1948
- Scottish Qualifying Cup: 2

1888-1889, 1910-1911

### Competizioni regionali
- Stirlingshire Cup: 21

1885–1886 1886–1887, 1887–1888, 1888–1889, 1890–1891, 1892–1893, 1893–1894, 1896–1897, 1900–1901, 1902–1903, 1906–1907, 1913–1914, 1923–1924, 1927–1928, 1928–1929, 1931–1932, 1935–1936, 1961–1962, 1968–1969, 1984–1985, 2000–2001

## Statistiche

### Partecipazione ai campionati
| Livello | Categoria                | Partecipazioni | Debutto   | Ultima stagione | Totale |
| ------- | ------------------------ | -------------- | --------- | --------------- | ------ |
| 1°      | Scottish Division One    | 2              | 1932-1933 | 1963-1964       | 2      |
| 2°      | Scottish Division Two    | 50             | 1900-1901 | 1974-1975       | 53     |
| 2°      | Scottish Division B      | 1              | 1947-1948 | 1947-1948       | 53     |
| 2°      | Scottish First Division  | 2              | 1980-1981 | 1981-1982       | 53     |
| 3°      | Scottish Division Three  | 1              | 1923-1924 | 1923-1924       | 26     |
| 3°      | Scottish Division C      | 4              | 1946-1947 | 1950-1951       | 26     |
| 3°      | Scottish Division Three  | 4              | 1951-1952 | 1954-1955       | 26     |
| 3°      | Scottish Second Division | 17             | 1975-1976 | 1993-1994       | 26     |
| 4°      | Scottish Third Division  | 19             | 1994-1995 | 2012-2013       | 22     |
| 4°      | Scottish League Two      | 3              | 2013-2014 | 2015-2016       | 22     |

#### Campionati Semiprofessionistici
| Livello | Categoria               | Partecipazioni | Debutto   | Ultima stagione | Totale |
| ------- | ----------------------- | -------------- | --------- | --------------- | ------ |
| 5°      | Lowland Football League | 9              | 2016-2017 | 2024-2025       | 9      |